# Ferdinand Sigismund Kurtz von Senftenau

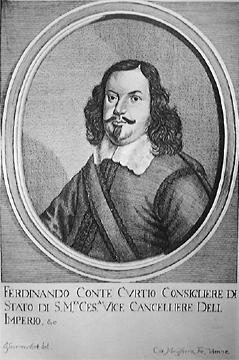
Ferdinand Sigismund Kurtz von Senftenau

Das Wappen der Kurtz von Senftenau

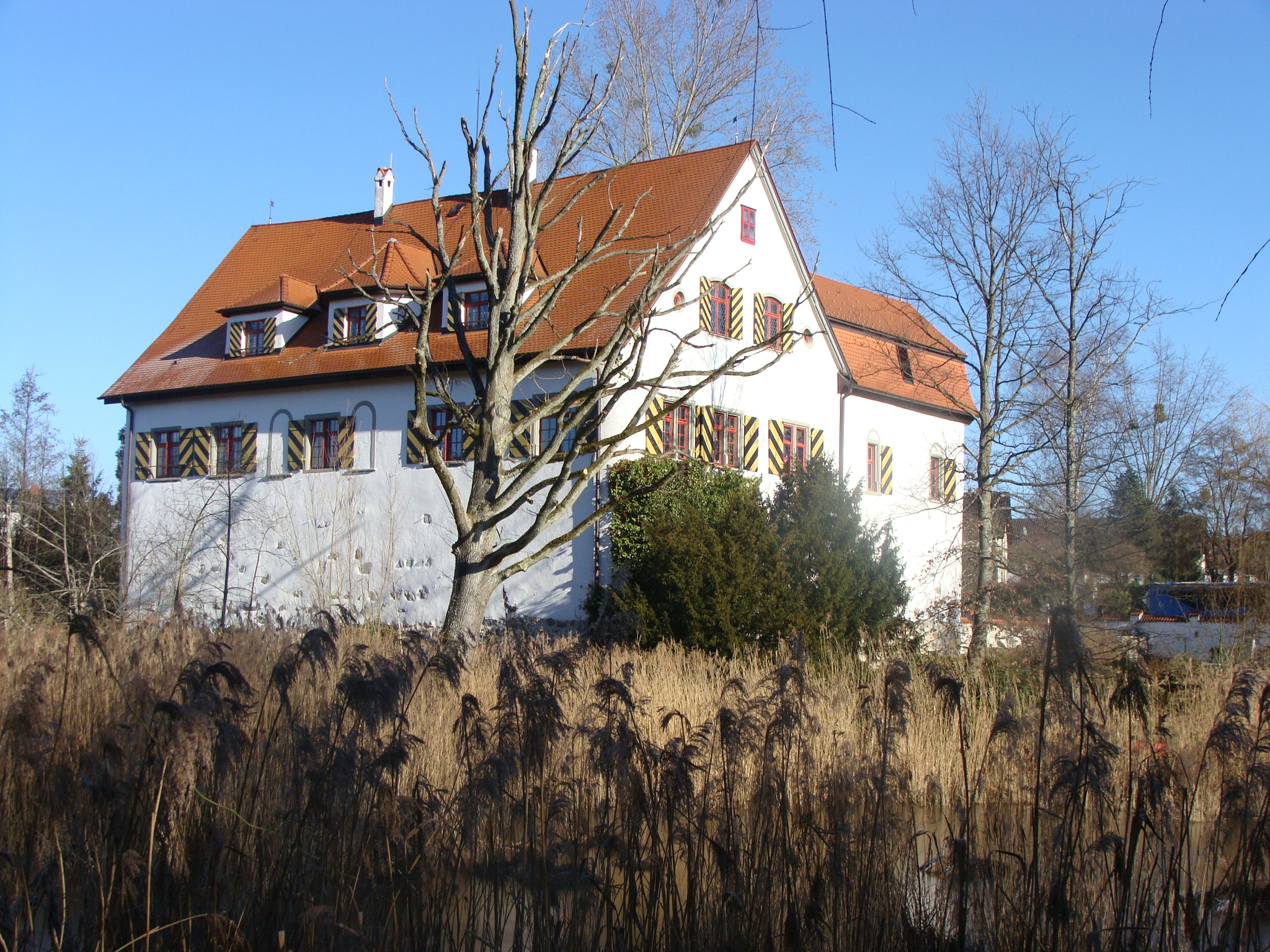
Schloss Senftenau der „Kurtz zu Sennftenau“ in Lindau (Bodensee)

Ferdinand Sigismund Kurtz von Senftenau (seit 1636 Reichsgraf von Valley) (* 1592 in München; † 24. März 1659 in Wien) war Reichsvizekanzler des Heiligen Römischen Reiches.

## Familie
Er entstammte dem Adelsgeschlecht Kurtz, das in Schwaben, Bayern und Tirol ansässig war. Sein Vater war Philipp Kurtz von Thurn und Toblach, Freiherr von Senftenau. Er war Hofmeister der Kurfürstin Elisabeth von Bayern. Die Mutter Magdalena (geb. Viehauser) stammte aus einer österreichischen Hofbeamtenfamilie. Er selbst heiratete 1627 Martha Barbara Elisabeth Freifrau Muschinger, eine Tochter des Hofkammerrates und Besitzers der Herrschaft Rosenburg, Vinzenz Muschinger, und der Margarethe, geb. Kemptner. Durch diese Heirat kam er in den Besitz der Herrschaften Horn, Drosendorf und Rosenburg und gründete in Horn das Piaristengymnasium und eine Tuchmachersiedlung. In zweiter Ehe heiratete er 1640 Regina Gräfin von Abensberg und Traun.

## Leben
Er war zunächst Page von Erzherzog Albrecht, dem Erbstatthalter der spanischen Niederlande. Im Jahr 1625 kam er als Kammerherr an den Hof von Ferdinand II.  Bereits 1626 war er Reichshofrat und seit 1640 Mitglied im Geheimen Rat. Zwischen 1635 und 1637 war er stark mit der Vorbereitung des Regensburger Kurfürstentages befasst. Zur Anerkennung seiner und seines Bruders Maximilian geleisteten Dienste wurden diese und der Vater in den Reichsgrafenstand erhoben. Für diese Würde hatte sich Kurfürst Maximilian von Bayern eingesetzt.
Neben dem bereits erkrankten Reichsvizekanzler Peter Heinrich von Stralendorf sowie Reichshofrat Justus Gebhardt übte Kurtz zeitweise einen starken Einfluss auf die Politik Ferdinand III. aus. Er vertrat dabei nicht zuletzt auch bayerische Interessen.
Im Jahr 1637 wurde er auf Empfehlung des bayerischen Kurfürsten zum Reichsvizekanzler ernannt. Dabei wurde das Ernennungsrecht des Erzbischofs von Mainz als Reichserzkanzler nicht beachtet. Er stellte verschiedene Gutachten aus und verhandelte in München, Dresden, Hamburg, Dänemark über verschiedene auch internationale Fragen.
Mit Maximilian von und zu Trauttmansdorff arbeitete er eng zusammen. Er hat vermutlich auch dem höfischen Netzwerk um Leonhard Helfried von Meggau angehört und soll sehr empfänglich für Bestechungsgelder gewesen sein. Johann Weikhard von Auersperg hat ihm im Zusammenhang mit einer diplomatischen Mission 1655 nach Bayern zur Vorbereitung der Königswahl mangelnde Loyalität vorgeworfen.
Der Einfluss von Kurtz war geringer als der von Trautmannsdorff und Auersperg. Aber zu seiner Zeit reichte der Einfluss der Reichshofkanzlei auch noch in die österreichischen Angelegenheiten herein und betraf nicht nur die Reichssachen im engen Sinn.